# Szerényi János (pap)
Szerényi János (Felsőlendva, 1815. március 9. – Istvánfalva, 1869. március 31.) szlovén származású római katolikus pap, az apátistvánfalvai Harding Szent István-templom nyolcadik papja.
A Muravidéken született. Eredetileg Cvörnjek Jánosnak hívták, ő azonban magyarosította nevét Szerényire. 1842. július 20-án szentelték pappá Szombathelyen. Egyházi pályafutása kápláni szolgálattal indult. 1842-tőll 1844-ig, Muraszombatban (ma Murska Sobota), 1844-től 1845-ig Cserensóczon (Cseföld) (ma Črenšovci), 1845-től 1847-ig Tótszentmártonban, 1847-ben Bagonyán (ma Bogojina), 1847-től 1848-ig Vízlendván (ma Sveti Jurij), végül 1848-tól 1852-ig Belatincon (ma Beltinci) volt káplán.
1852-ben Istvánfalva (ma Apátistvánfalva) községben, Szentgotthárd mellett volt Borovnják József pap és író távozását követően plébánia igazgató, 1853-tól csak a község papja, egészen haláláig.

## Külső hivatkozás
- Župnija Grad – Duhovniki iz župnije[halott link]
- Apátistvánfalva, Magyar Katolikus Lexikon